# Emaus (Gdańsk)

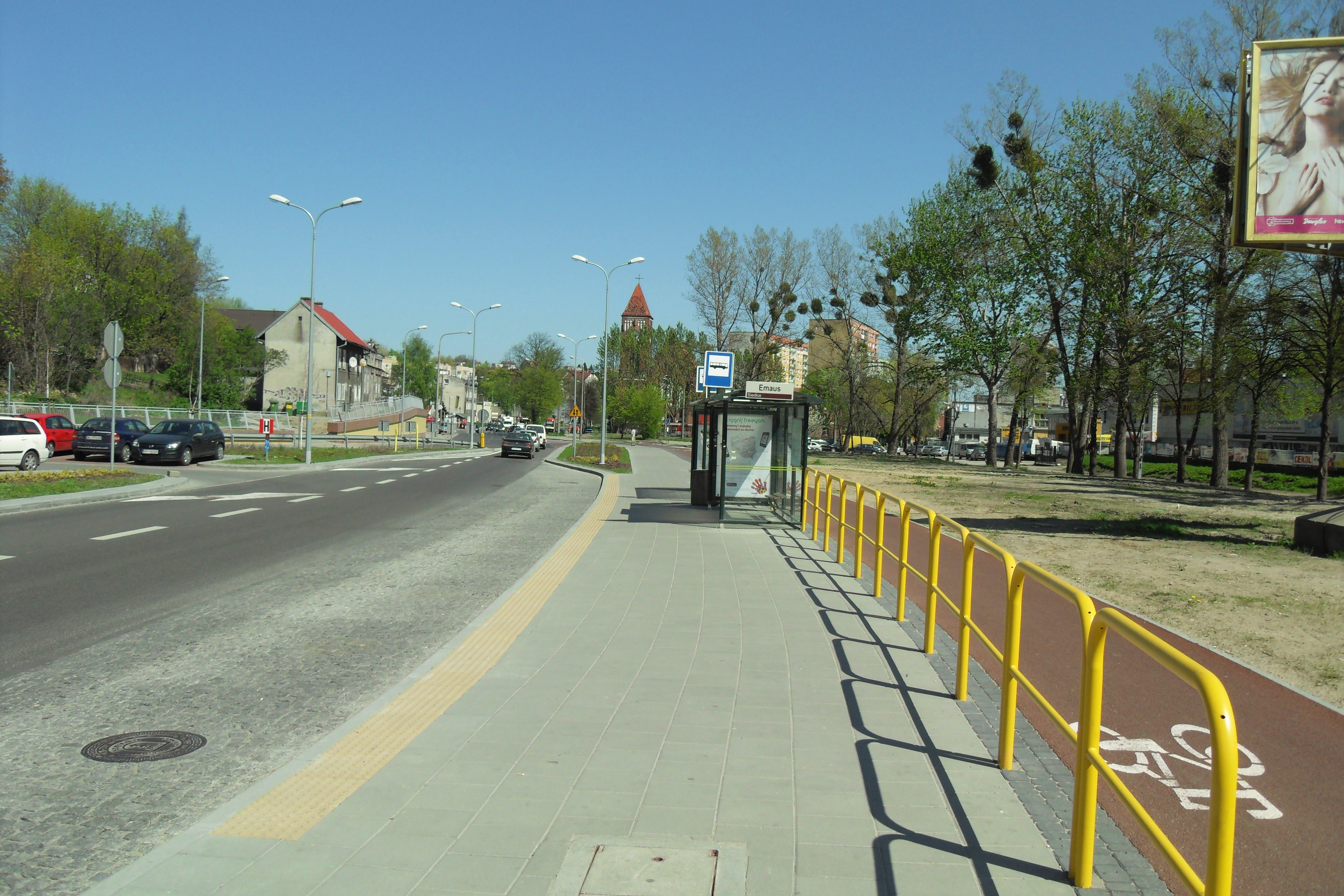
Emaus, ul. Kartuska

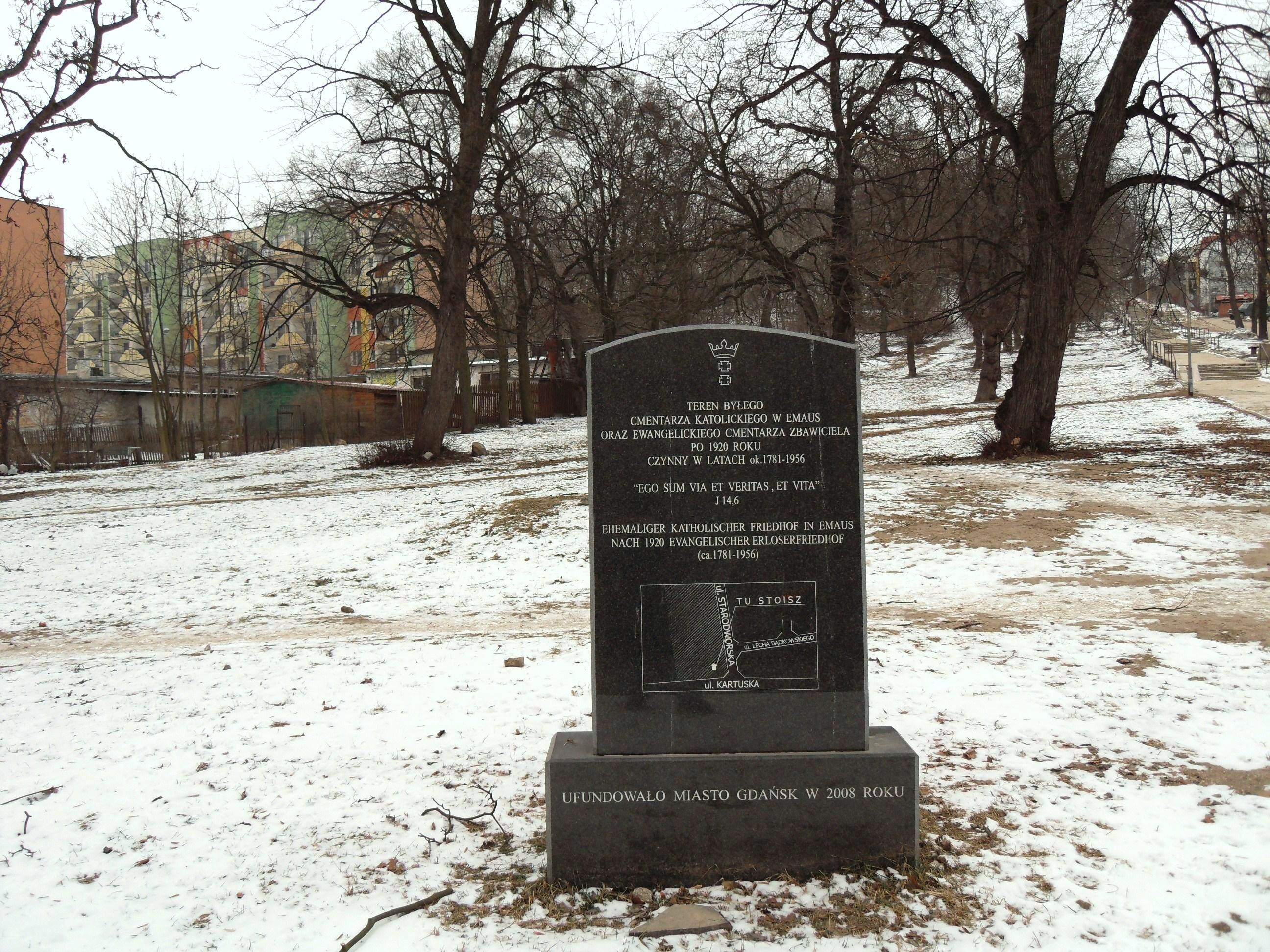
Teren byłego cmentarza katolickiego w Emaus oraz ewangelickiego cmentarza Zbawiciela po 1920 r.

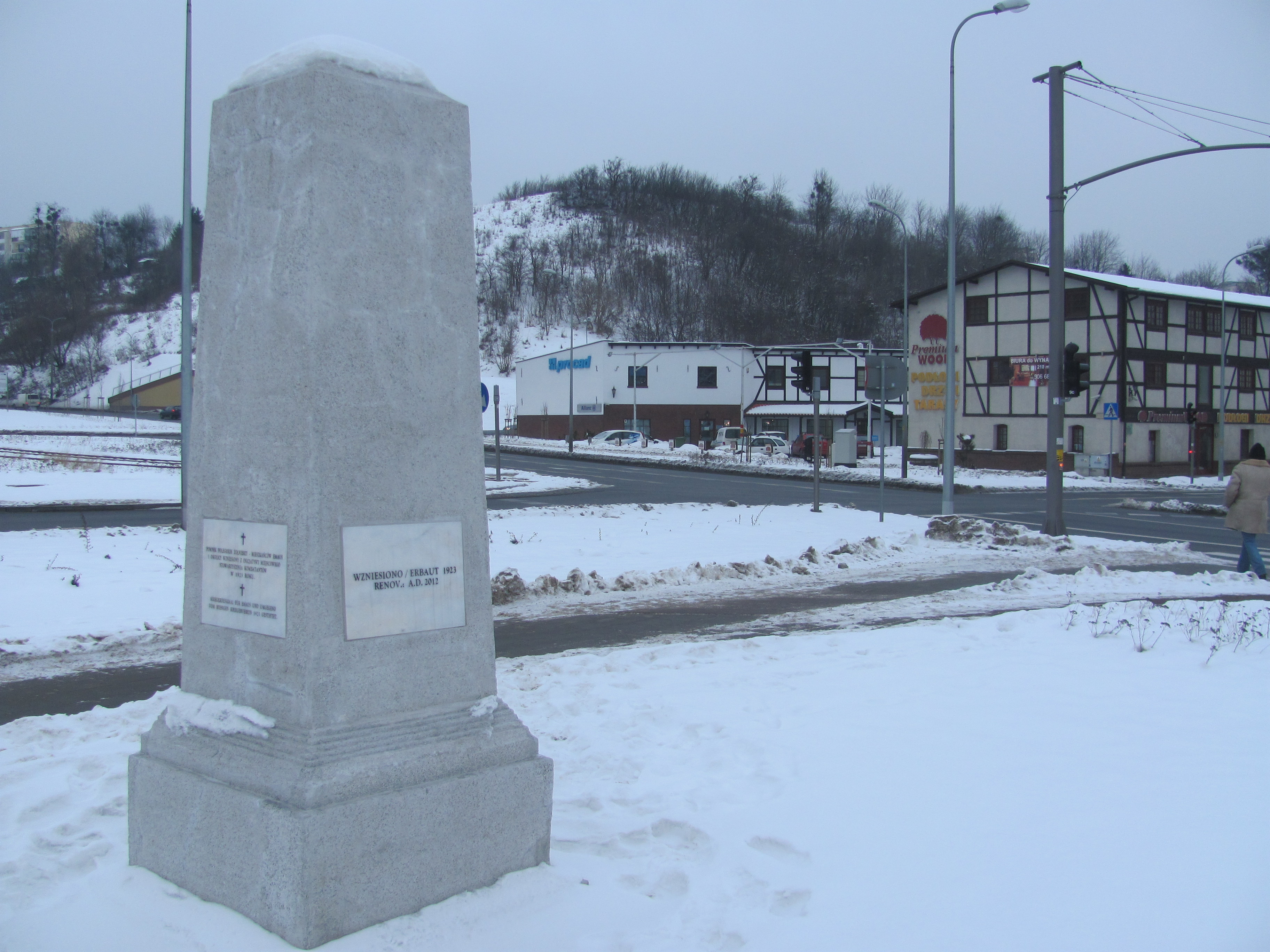
Kriegerdenkmal, pomnik poległych żołnierzy – mieszkańców Emaus i okolicy, wzniesiony z inicjatywy miejscowego stowarzyszenia kombatantów w 1923 r. W głębi na trójkątnej „wysepce” kompleks młyński z budynkami z XIX i XX wieku

Emaus – historyczne osiedle w Gdańsku, głównie w dzielnicach Siedlce i Suchanino oraz fragmentarycznie w dzielnicy Piecki-Migowo.

## Położenie
Emaus znajdował się w większości na północ od ul. Kartuskiej oraz na wschód od ul. Nowolipie, z większością zabudowy wzdłuż ul. Kartuskiej. Obecnie jego południowa część nosi nazwę Krzyżowniki, a północną zajmują Trzy Lipy, Nowolipie oraz częściowo osiedle Suchanino.

## Historia
Była to osada podmiejska, komturia gdańska. Od 1734 roku wzmiankowana karczma. W 1772 roku Emaus został zajęty przez Prusy; od 1807 roku Wolne Miasto Gdańsk (pod faktycznym protektoratem Francji); od 1828 roku miejscowość powiatu gdańskiego; następnie gmina wiejska (okręg urzędowy Ujeścisko, od 1877 roku okręg urzędowy Emaus). Tereny dzisiejszego Nowego Emaus (Neu Emaus) i Starego Emaus (Alt Emaus) stanowiły część Siedlec. W XVIII wieku istniał folwark Trzy Lipy (Drey Linden). W 1819 roku w Emaus było 13 domów i mieszkało 56 osób; w 1871 roku w 50 domach mieszkało 816 osób, w 1910 roku było 2217 mieszkańców, w 1933 roku 2500 mieszkańców.
W maju 1886 Emaus został połączony pierwszą linią tramwajową, jednotorową (tramwaj konny) ze Śródmieściem. W Emaus znajdował się przystanek końcowy, gdzie ulokowano również drewnianą halę postojową. 12 sierpnia 1896 uruchomiono pierwsze regularne połączenie tramwaju elektrycznego, który zastąpił konny. Po wprowadzeniu w 1914 roku numeracji linii tramwajowych, trasę obsługiwała linia nr 7. W końcu II wojny światowej infrastruktura linii uległa znacznemu uszkodzeniu i tymczasowo wprowadzono komunikację autobusową. Nadal jednotorowy ruch został wznowiony dopiero 1 listopada 1946, oznaczając linię numerem 10. W 1957 roku została zbudowana w Emaus pętla tramwajowa. Na początku lat 70. przy przebudowie ul. Kartuskiej cała trasa na Siedlce stała się dwutorowa.
Dla mieszkańców Emaus powstał w 1709 roku podczas zarazy (dżumy), widoczny na planach od 1781 roku, cmentarz Zbawiciela (Katholischer Kirchhof, Evangelischer Friedhof); po 1945 roku nieczynny, zamknięty w 1956 roku, po wyrównaniu terenu założony park. Około 1900 roku w pobliskich Krzyżownikach został założony cmentarz katolicki św. Franciszka (Franziskus Friedhof), obecnie połączony z cmentarzem Łostowickim. W latach 1904–1906 dla przeważających w Emaus katolików został zbudowany neogotycki, obecnie zabytkowy kościół św. Franciszka z Asyżu (ul. Kartuska 186).
Przy skrzyżowaniu ul. Kartuskiej i ul. Łostowickiej znajduje się historyczny obelisk z 1923 roku, tzw. Kriegerdenkmal, upamiętniający mieszkańców tych okolic poległych podczas I wojny światowej. Podczas przebudowy skrzyżowania w 2011 roku pomnik został przeniesiony o kilkadziesiąt metrów od pierwotnego położenia przy ul. Kartuskiej.
Emaus został przyłączony w granice administracyjne miasta 15 sierpnia 1933. Znaczna część zabudowy Emaus została zniszczona podczas II wojny światowej. W czasie powojennej przebudowy ul. Kartuskiej zostały rozebrane kolejne budynki, a podczas przebudowy w latach 70. XX wieku wąskiej, brukowanej ul. Nowolipie w arterię komunikacyjną została zburzona zabudowa ulicy.

## Znani mieszkańcy
W 1907 w Emaus urodził się Józef Tusk, lutnik, dziadek premiera III RP, Donalda Tuska.